# Matheus Soares
Matheus Soares Freire de Oliveira, conocido como Matheus Soares (23 de junio de 2000) es un DJ, productor musical y remixer brasileño.

## Biografía y carrera
Matheus Soares comenzó su carrera como DJ en 2010, desde los 10 años de edad, además de ser un DJ, también es un instrumentista. En el año 2013, comenzó su carrera profesional como DJ y productor musical. Ha trabajado con nombres como Chris Leão, Sheltinho y DJ. En 2014, lanzó su primer sencillo titulado I'm In Ibizaland en SoundCloud, el sencillo tuvo una gran repercusión y Matheus fue contratado por Hazy Music, una discográfica brasileña dedicada a la música electrónica, la misma etiqueta que Chris Leão, Sheltinho y DJ Tom. A principios de 2015, Matheus lanzó el EP homónimo Matheus Soares, que fue distribuido por Hazy Music en plataformas digitales de streaming, y también los sencillos I'm In Ibizaland y Now Is Time. En 2016 fue invitado a participar en MTV Brasil y Live y en el Premio Multishow, en el mes de diciembre de 2016 el DJ fue nominado para el Premio  EDM Brasil" por los BreakTudo Awards 2016. Entre los nominados están Munik Nunes, Alok , Luan Santana, Anitta y Chris Leão. El 13 de noviembre de 2016 participó en el festival Happy Holi de Recife, conocido en Brasil como festival de color, junto a los DJ nacionales e internacionales Lyopak, Havoc, Wao, Chris Leão, José Pinteiro y DJ Tom.

## Premios y nominaciones
En 2016, Matheus Soares fue nominado a los Premios BreakTudo 2016, en la categoría EDM Brasil, compite con los DJ Chris Leão, Vintage Culture, Alok y Filipe Guerra, el resultado de los premios aún está pendiente.
En 2017, Soares publicó por primera vez en ReverbNation la canción Body Vibes.

## Discografía

### Sencillos, beats y álbumes[20]
- Body Vibes - Matheus Soares - 2017[21]
- I'm in ibizaland - Matheus Soares - 2016[22][23][24][25][26][27][28]
- Now Is Time - Matheus Soares - 2016[29][30][31][32][33][34][35][36]
- Zoney Matheus Soares - 2015[37][38][39][40][41]
- Angels - Matheus Soares - 2015[42][43][44][45]
- Gangster - Matheus Soares - 2015[46][47][48]
- Lost - Matheus Soares - 2015[49][50][51]
- Irie - Matheus Soares - 2015[52][53][54]

### Remixes
- Lukas Graham - 7 Years ( Matheus Soares Remix )[6]
- Martin Garrix ft. Usher - Don't Look Down ( Matheus Soares Remix )[3]
- Watermät - Fade ( Matheus Soares Remix )[55]